# Conflito ambiental
O conflito ambiental é um conflito causado pela degradação ambiental no curso da má gestão dos recursos ambientais. Normalmente várias partes estão envolvidas, incluindo defensores do meio ambiente que querem proteger o meio ambiente, e aqueles que querem ou estão a administrar mal o meio ambiente, normalmente a indústria extractiva. A má gestão dos recursos ambientais pode causar o uso excessivo ou extração de um recurso renovável (ou seja, sobrepesca ou desmatamento), causando a sobrecarga na capacidade do meio ambiente de responder à poluição e outros aspectos, ou degradando o espaço vital para os seres humanos e a natureza.
Frequentemente esses conflitos concentram-se em questões de justiça ambiental relacionadas aos direitos dos povos indígenas, aos direitos dos camponeses ou ameaças a outros meios de subsistência, como os de pescadores ou comunidades dependentes dos recursos naturais do oceano. Os conflitos ambientais, especialmente em contextos onde as comunidades foram deslocadas para criar migrantes ambientais ou disputas geopolíticas, podem amplificar a complexidade de outros conflitos, violência ou resposta a desastres naturais.

## Frequência e tipos de conflitos
Um artigo de 2020 mapeou os argumentos e preocupações dos defensores do meio ambiente em mais de 2743 conflitos encontrados no Atlas de Justiça Ambiental (EJAtlas). A análise constatou que os sectores industriais mais frequentes em conflitos ambientais foram o sector de mineração (21%), o sector de energia fóssil (17%), biomassa e uso da terra (15%) e gestão da água (14%). Assassinatos de defensores do meio ambiente ocorreram em 13% dos casos relatados.
Houve também uma diferença distinta nos tipos de conflito encontrados em países de alto e baixo rendimento, com mais conflitos em torno da conservação, biomassa e terra, e gestão da água em países de baixo rendimento, enquanto em países de alto rendimento quase metade dos conflitos se concentraram em gestão de resíduos, turismo, energia nuclear, zonas industriais e outros projectos de infraestruturas. O estudo também descobriu que a maioria dos conflitos começa com grupos locais auto-organizados lutando contra a infracção, com foco em tácticas não violentas.
Lobistas da água e defensores da terra focados na defesa dos direitos indígenas são criminalizados numa taxa muito maior do que em outros conflitos.

## Resolução de conflitos
Um campo distinto de resolução de conflitos chamado Resolução de Conflitos Ambientais, concentra-se no desenvolvimento de métodos colaborativos para diminuir o número de e resolver conflitos ambientais. Como campo prático, as pessoas que trabalham na resolução de conflitos concentram-se na colaboração e na construção de consenso entre as partes interessadas. Uma análise desses processos de resolução descobriu que o melhor previsor de resolução bem-sucedida foi a consulta suficiente a todas as partes envolvidas.

## Crítica
Alguns estudiosos criticam o foco nos recursos naturais usados nas descrições do conflito ambiental. Muitas vezes, essas abordagens concentram-se na comercialização do ambiente natural que não reconhece o valor subjacente de um ambiente saudável.